# Rapperswil, Sankt Gallen

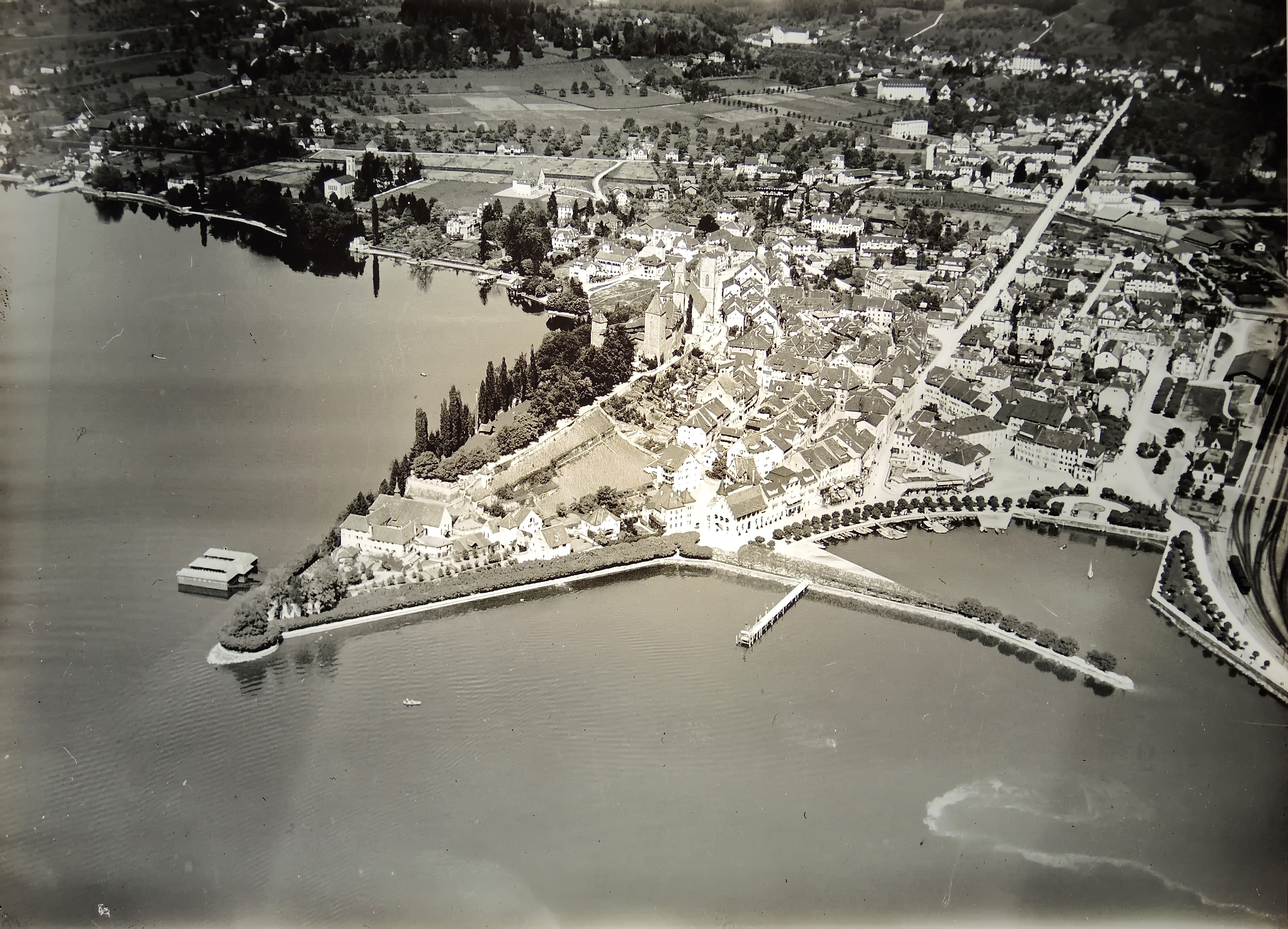
Rapperswil från luften. Fotograferat av Walter Mittelholzer 1919.

Rapperswil är en stad i kommunen Rapperswil-Jona i kantonen Sankt Gallen i Schweiz. Den ligger vid Zürichsjöns östra sida, cirka 47,5 kilometer sydväst om Sankt Gallen. Orten har 8 333 invånare (2021).
Orten var före den 1 januari 2007 en egen kommun, men slogs då samman med kommunen Jona till den nya kommunen Rapperswil-Jona.
Staden grundades senast 1220. I staden finns sedan 1603 ett aktivt kaupucinerkloster. Rapperswil är känt för sitt ishockeylag Rapperswil-Jona Lakers som sedan 1994 spelar i Nationalliga A som är Schweiz högsta spelklass.
Rapperswil ligger på en udde i Zürichsjön och 1803 anlades ett av landets första bomullsspinnerier i staden. På 1950-talet utvecklades Rapperswil till en turistort och idag pendlar många härifrån till närbelägna Zürich.